# レネ・トフト・ハンセン
レネ・トフト・ハンセン（René Toft Hansen、1984年11月1日 - )は、デンマーク・ルビャオ出身のハンドボール選手。K&Hリーガのテレコム・ヴェスプレーム所属。
彼の弟のヘンリク・トフト・ハンセンはハンドボール選手。妹のアラン・トフト・ハンセンも同じくハンドボール選手。

## 経歴
2005年、ハンドボールデンマーク代表に初選出。
2012年の欧州男子ハンドボール選手権でデンマーク代表として参加し、ホスト国のセルビアと対戦し21-19で破った。また、2013年の世界男子ハンドボール選手権でスペインに35-19で破れ、2011年のスウェーデンで開かれた大会では35-37でフランスに敗れた。
2012-2013年シーズンにTHWキールへ移籍した。フィリップ・イチャがFCバルセロナへ移籍後、2015-16シーズンからTHWキールの新キャプテンに選出された。

## 個人受賞
- All-Star Line Player of the European Championship: 2012年[4]
- Best Defender of the EHF Champions League: 2015年[5]

## 賞
- デンマークの選手権:
  - 1 金メダル:2009年、2011年、2012年
  - 2 銀メダル:2007年、2010年
- デンマークのカップ:
  - 1 金メダル:2011年
- ドイツ選手権:
  - 1 金メダル: 2013年は、 2014年には、 2015年
- ドイツのカップ:
  - 1 金メダル:2013年